# Journey of a Songwriter 〜 旅するソングライター
『Journey of a Songwriter 〜 旅するソングライター』（ジャーニー・オブ・ア・ソングライター〜たびするソングライター）は、2015年4月29日に発売された浜田省吾の17枚目のオリジナル・アルバム。

## 背景
オリジナル・アルバムとは2005年7月6日発売『My First Love』以来、10年ぶりとなる作品で、本作に先立って同年に発売されたミニアルバム（EP盤）『Dream Catcher』に収録された「夢のつづき」を含む全17曲が収録されている。

## 音楽性
詩の世界に関しては、後半3曲に及ぶ「アジアの風 青空 祈り」や「誓い」の歌詞の重さから重厚なアルバムに感じられるが、収録曲の半分以上はラブソング・日常・浜田の旅の経験・世論を反映した、従来の浜田の歌詞が綴られる。
サウンド面においては、前作のような快心のロックは殆んど影を潜め、「夢のつづき」に代表される弾き語り、ダンス・ミュージック、ラップ、ヒップホップ、ワルツ、レゲエ、ドゥーワップ、R&B等の非常に多種多様な音楽性を示している。中でも16曲目「アジアの風 青空 祈り part-3 祈り」では、クラシックのような楽曲展開を見せ、浜田もインタビューで「浜田省吾=ロックと言う概念は向こう側に置いて聞いてほしい」と語っており、アコースティック・ギターを用いた楽曲が非常に多いのも特徴。また収録曲の全てに於いて、フェイドイン、フェイドアウト、クロスフェイドが一切無い、稀有な作品である。
収録曲の「アジアの風 青空 祈り」は、クレジットでは1曲扱いとなっており、収録曲は全15曲だが実際はプログレッシブ・ロックのような組曲形式ではない。同メロディを改作・アレンジ・改詞を経て3つの楽曲に分割した浜田初の試みである。

## ディスクジャケット
ジャケットは、多種多様な音楽性を示している楽曲同様、世界の名所をバックにギターとリュックサックを肩に抱えた浜田の旅の途中の写真が採用されており、背景に富士山、エンパイア・ステート・ビル、サンクト・ペテルブルク、コロッセオ、サグラダ・ファミリア、万里の長城、エッフェル塔、ピラミッド、タージ・マハル、シドニー・オペラハウス、ビッグ・ベン、景福宮、アマルフィ海岸が確認されている。

## リリース
2015年4月29日にSME Recordsのレーベルであるクリアウォーターから、浜田が在籍していたバンドの愛奴デビュー40周年記念アルバム『AIDO Complete Collection』との同時発売で、CD+特典CD+特典映像（Blu-rayまたはDVD）の完全生産限定盤、CD+特典CDの期間限定生産盤、CDのみの通常盤、2枚組LP完全限定アナログ盤の全5形態でリリースされ、浜田名義のアルバムに初めて特典DVD/Blu-rayが同梱された作品となった。
前作『Dream Catcher』に続き歌詞ブックレットは日本語・中国語・韓国語・英語・スペイン語の5ヶ国語の歌詞対訳が同時掲載され、使用紙も「FSC認証用紙」を採用している。

## チャート成績
2015年5月11日付のオリコンアルバムランキングで、本作が初登場1位を獲得。首位獲得は2000年11月8日発売のベスト・アルバム『The History of Shogo Hamada "Since1975"』以来14年半ぶり。オリジナル・アルバムの首位は1996年11月25日付の『青空の扉 〜THE DOOR FOR THE BLUE SKY〜』以来18年半ぶりで「オリジナルアルバム歴代最長間隔首位獲得記録」を樹立。また本作の1位獲得で4年代（1980年代・1990年代・2000年代・2010年代）連続1位を樹立。この記録は他に、徳永英明、桑田佳祐、山下達郎、松任谷由実、氷室京介、竹内まりや、サザンオールスターズの7組が達成している。
発売2週目には週間2.4万枚を売り上げ、5月18日付週間アルバムランキングで、前週5月11日付に続き2週連続で首位を獲得。60代のアーティストとしてシングル・アルバムを通じ2週連続首位は史上初、最年長での2週連続首位を達成。これまで最年長記録は、竹内まりやの59歳6か月（2014年9月29日付アルバム『TRAD』）であった。浜田にとって2週連続首位は、1992年4月20日付のシングル『悲しみは雪のように』（1992年2月発売）以来、23年1か月ぶり。アルバムは、1989年9月25日付の『Wasted Tears』（1989年9月発売）以来、25年8か月ぶりとなる。
2015年度のオリコン年間ランキングでも25位を獲得するなど、ロングセールスを記録した。男性ソロアーティストとしては福山雅治の『魂リク』に次いで年間2位となる。
同週付のアルバムランキングでは、本作と同時発売されたアルバム『AIDO Complete Collection』が初週売上5,014枚で初登場11位を獲得。シングル・アルバムを通じ初ランクインでTOP20入りを果たした。

## コンサートツアー
本作の発売を受けて、ホールツアー「ON THE ROAD 2015 "Journey of a Songwriter"」が全国24都市32公演で開催された。また、このツアーの追加公演としてチャリティーライブ2公演が東京国際フォーラムにて開催されている。ファンクラブ限定を除いた全国ツアーは「ON THE ROAD 2011 "The Last Weekend"」以来3年ぶり、ホールツアーは「ON THE ROAD 2006-2007 "MY FIRST LOVE IS ROCK'N'ROLL"」以来8年ぶりである。本ツアーはアルバム収録曲を全曲披露する試みが実施された。

## 収録曲
| 全作詞・作曲: 浜田省吾。 |                                                                                |          |            |      |
| #                        | タイトル                                                                       | 作詞     | 作曲・編曲 | 時間 |
| 1.                       | 「光の糸」(Threads of Light)                                                   | 浜田省吾 | 浜田省吾   | 4:48 |
| 2.                       | 「旅するソングライター」(Journey of a Songwriter)                              | 浜田省吾 | 浜田省吾   | 5:20 |
| 3.                       | 「きっと明日」(Tomorrow)                                                       | 浜田省吾 | 浜田省吾   | 4:46 |
| 4.                       | 「マグノリアの小径」(Magnolia Lane)                                            | 浜田省吾 | 浜田省吾   | 4:07 |
| 5.                       | 「美しい一夜」(Beautiful Night)                                                | 浜田省吾 | 浜田省吾   | 5:45 |
| 6.                       | 「サンシャイン・クリスマスソング」(Sunshine Christmas Song)                    | 浜田省吾 | 浜田省吾   | 5:10 |
| 7.                       | 「五月の絵画」(When I See Your Smile)                                          | 浜田省吾 | 浜田省吾   | 3:36 |
| 8.                       | 「瓶につめたラブレター」(Love Letter in a Bottle)                              | 浜田省吾 | 浜田省吾   | 2:32 |
| 9.                       | 「ハッピー・バースデイソング」(Happy Birthday Song)                            | 浜田省吾 | 浜田省吾   | 2:48 |
| 10.                      | 「夢のつづき」(Dream Catcher)                                                  | 浜田省吾 | 浜田省吾   | 3:57 |
| 11.                      | 「夜はこれから」(The Tokyo Midnight Anthem)                                    | 浜田省吾 | 浜田省吾   | 6:00 |
| 12.                      | 「恋する気分」(Feeling Like Falling in Love)                                   | 浜田省吾 | 浜田省吾   | 4:33 |
| 13.                      | 「永遠のワルツ」(Bohemian Wedding Waltz)                                       | 浜田省吾 | 浜田省吾   | 3:57 |
| 14.                      | 「アジアの風 青空 祈り part-1 風」(SONGS FOR ASIA part-1 Soldier)              | 浜田省吾 | 浜田省吾   | 4:20 |
| 15.                      | 「アジアの風 青空 祈り part-2 青空」(SONGS FOR ASIA part-2 Romeo and Juliet)   | 浜田省吾 | 浜田省吾   | 4:39 |
| 16.                      | 「アジアの風 青空 祈り part-3 祈り」(SONGS FOR ASIA part-3 Good night my love) | 浜田省吾 | 浜田省吾   | 4:17 |
| 17.                      | 「誓い」(The Pledge)                                                           | 浜田省吾 | 浜田省吾   | 4:55 |

| 全作曲: 浜田省吾。 |                                                            |          |            |      |
| #                  | タイトル                                                   | 作詞     | 作曲・編曲 | 時間 |
| 1.                 | 「ハッピー・バースデイソング」(Acoustic Version)           | 浜田省吾 | 浜田省吾   | 3:01 |
| 2.                 | 「アジアの風 青空 祈り part-3 祈り」(Instrumental Version) |          | 浜田省吾   | 4:17 |
| 3.                 | 「光の糸」(Remix Version)                                  | 浜田省吾 | 浜田省吾   | 4:33 |
| 4.                 | 「旅するソングライター」(Remix Version)                    | 浜田省吾 | 浜田省吾   | 5:17 |
| 5.                 | 「マグノリアの小径」(Remix Version)                        | 浜田省吾 | 浜田省吾   | 3:58 |
| 6.                 | 「瓶につめたラブレター」(Remix Version)                    | 浜田省吾 | 浜田省吾   | 2:28 |
| 7.                 | 「きっと明日」(Remix Version)                              | 浜田省吾 | 浜田省吾   | 4:44 |
| 8.                 | 「恋する気分」(Remix Version)                              | 浜田省吾 | 浜田省吾   | 4:22 |
| 9.                 | 「夜はこれから」(Club Mix 2015 Version)                    | 浜田省吾 | 浜田省吾   | 6:03 |
| 10.                | 「永遠のワルツ」(Instrumental Version)                     |          | 浜田省吾   | 4:00 |

| 全作詞・作曲: 浜田省吾。 |                                                                                |          |            |
| #                        | タイトル                                                                       | 作詞     | 作曲・編曲 |
| 1.                       | 「光の糸」(Music Video)                                                        | 浜田省吾 | 浜田省吾   |
| 2.                       | 「夢のつづき」(Music Video / Album Version)                                    | 浜田省吾 | 浜田省吾   |
| 3.                       | 「Lonely-愛という約束事」(LIVE at JCB Hall / Fan Club Concert 2009)            | 浜田省吾 | 浜田省吾   |
| 4.                       | 「恋する気分」(LIVE at JCB Hall / Fan Club Concert 2009)                       | 浜田省吾 | 浜田省吾   |
| 5.                       | 「こんな気持のまま」(LIVE at NHK Hall / Charity Concert in Fan Club Tour 2013) | 浜田省吾 | 浜田省吾   |
| 6.                       | 「旅するソングライター」(Music Video)                                          | 浜田省吾 | 浜田省吾   |

## 楽曲解説
1. 光の糸
  - アルバムの開幕を象徴する、「命」と「友」をテーマにした楽曲。
2. 旅するソングライター
  - 本アルバムの表題曲。世界中を旅する主人公がテーマ。ロンドン、パリ、ニューヨーク、札幌、博多が歌詞中に登場する。
3. きっと明日
  - 失恋した女性に、主人公の男性が励ましの言葉を贈るストーリー。またこの曲以下「サンシャイン・クリスマスソング」まで、4曲連続で男女の恋愛を歌った曲となっている。
4. マグノリアの小径
  - イタリアのトスカーナ州を舞台にしている。
5. 美しい一夜
  - 夏の夜をイメージしたバラード。
6. サンシャイン・クリスマスソング
  - 毎年クリスマスを一人で過ごしていた男が、ある年に彼女のいるクリスマスを迎えるストーリー。
7. 五月の絵画
  - 前作のアルバム、『My First Love』の収録曲である「花火」の続編。「花火」で家庭を捨てた父親が、5年の時を経て娘と再開するストーリーとなっている。
8. 瓶につめたラブレター
  - 1993年発表のアルバム『その永遠の一秒に』の頃に、既に完成していた楽曲。本アルバムではジャズ調のアレンジが加えられている。
9. ハッピー・バースデイソング
  - 本アルバム発売以前のライブ、『ON THE ROAD 2005-2007 "My First Love"』のリハーサル映像に、この楽曲が収録されている。
10. 夢のつづき
  - 1番では息子、2番では娘の成長と巣立ちを、主人公である父親の目線から歌っている。
11. 夜はこれから
  - 浜田の作品としては異色のエレクトロニック・ダンス・ミュージック。英題は「The Tokyo Midnight Anthem」であり、開幕が迫る東京五輪に向かって盛り上がりを増す東京を舞台にしている。
12. 恋する気分
  - 2009年のファンクラブ会員限定のライブで歌われた楽曲。
13. 永遠のワルツ
  - 結婚式を意識したワルツ調のラブソング。歌詞中に「光の意図（いと）紡いで」というフレーズが登場する。
14. アジアの風 青空 祈り part-1 風
  - アジアをテーマにした、重々しい雰囲気の反戦歌。
15. アジアの風 青空 祈り part-2 青空
  - 日本への原子爆弾投下、東日本大震災を思い起こさせるフレーズが登場する。浜田はインタビューで「国家や民族に分断されている人々のこと、そしてかつてそうだったような、無能なリーダー達が導く悲劇を歌った、これは説明の必要のない歌じゃないかな」と語っている[9]。
16. アジアの風 青空 祈り part-3 祈り
  - 1曲目の「光の糸」でも歌われている「来る日も来る日も命の炎が消えるまで」というフレーズが登場する。
17. 誓い
  - 浜田はインタビューで「病気と“闘った友”もいるし、自然災害や事故と闘って亡くなった人もたくさんいて、その“友”を悼む気持ちです。そして、いずれ自分も友に見送られる立場になる。そんな気持ちが“友よ”になっているんでしょう」と語っている。

## 参加ミュージシャン
- All Song Written by 浜田省吾
- Sound Produced by 浜田省吾 & 水谷公生
- Strings, Horn Session Arrangements, Programming by 水谷公生
- Back Chorus Arrangements by 町支寛二
- Mixed by en:Chris Lord-Alge(Tr.01, 08, 12&15), en:Tom Lord-Alge(Tr.02, 04-07&10) & en:Jack Joseph Puig(Tr.03, 09, 11, 13&14)
- Mixed at Mix LA, South Beach Studios, United Studios & Puigchild Studios
- Recorded by 松尾順二、野口素弘、大越学、水谷公生
- Recorded at Sony Music Studios Tokyo & Fairlife Studio
- Pre-mastering engineering by 酒井秀和
- Mastered by Ted Jensen at Sterling Sound

| 光の糸 - Drums：小田原豊 - Bass：美久月千晴 - Guitars：長田進 - Piano：河内肇 - Organ：福田裕彦 - Saxophone & Tambourine：古村敏比古 - Backing vocals：町支寛二 旅するソングライター - Programming：水谷公生 - Drums：小田原豊 - Bass：美久月千晴 - Guitars：長田進,石成正人 - Piano：河内肇 - Organ：福田裕彦 - Saxophone：古村敏比古,竹野昌邦 - Trumpet：佐々木史郎 - Trombone：清岡太郎 - Backing vocals：町支寛二 きっと明日 - Programming：水谷公生 - Drums：小田原豊 - Bass：美久月千晴 - Guitars：長田進 - Piano：河内肇 - Backing vocals：町支寛二 マグノリアの小径 - Programming：水谷公生 - Drums：小田原豊 - Bass：美久月千晴 - Guitars：長田進 - Piano：河内肇 - Backing vocals：町支寛二 美しい一夜 - Programming：水谷公生 - Guitars：長田進 - Piano：河内肇 - Strings：金原千恵子ストリングス - Flugelhorn：佐々木史郎 - Horn：西條貴人,笠松長久,濱地宗,村本岳史 - Flute：高桑英世,若松純子 サンシャイン・クリスマスソング - Programming：水谷公生 - Drums：小田原豊 - Bass：美久月千晴 - Guitars：長田進,石成正人 - Piano：河内肇 - Strings：金原千恵子ストリングス - Saxophone：古村敏比古,竹野昌邦 - Trumpet：佐々木史郎 - Trombone：清岡太郎 - Percussion：三沢またろう - Backing vocals：町支寛二 五月の絵画 - Bass：美久月千晴 - Guitars：長田進,石成正人 - Piano：河内肇 - Percussion：三沢またろう - Backing vocals：町支寛二 | 瓶につめたラブレター - Drums：小田原豊 - Bass：美久月千晴 - Guitars：長田進,石成正人 - Piano：河内肇 - Organ：福田裕彦 - Saxophone：古村敏比古,竹野昌邦 - Trumpet：佐々木史郎 - Trombone：清岡太郎 - Backing vocals：町支寛二 ハッピー・バースデイソング - Programming：水谷公生 - Backing vocals：町支寛二 夢のつづき - Programming：水谷公生 - Bass：美久月千晴 - Guitars：石成正人 - Oboe:友佳 - Backing vocals：町支寛二 夜はこれから - Programming：水谷公生 - Guitars：長田進,石成正人 - Saxophone：古村敏比古,竹野昌邦 - Trumpet：佐々木史郎 - Trombone：清岡太郎 - Backing vocals：町支寛二,中嶋ユキノ 恋する気分 - Programming：水谷公生 - Bass：美久月千晴 - Guitars：長田進,石成正人 - Backing vocals：町支寛二 永遠のワルツ - Bass：美久月千晴 - Guitars：石成正人 - 1st violin：金原千恵子 - 2nd violin：大林典代 - Viola：大沼幸江 - Cello：堀沢真己 - Flute：高桑英世 - Backing vocals：町支寛二 アジアの風 青空 祈り - Programming：水谷公生 - Drums：小田原豊 - Bass：美久月千晴 - Guitars：長田進,石成正人 - Piano：河内肇 - Organ & Piano：福田裕彦 - Strings：金原千恵子ストリングス - Tuba：佐藤潔 - Horn：西條貴人,笠松長久,濱地宗,村本岳史 - Flute：高桑英世 - Oboe:友佳 - Backing vocals：町支寛二 誓い - Drums：小田原豊 - Bass：美久月千晴 - Guitars：長田進 - Piano：河内肇 |

特典CD

- Mixed by 野口素弘(Tr.01)、松尾順二(Tr.02&10)、水谷公生(Tr.03-09)
- Recorded by 松尾順二、野口素弘、水谷公生
- Assisted by 小坂剛正
- Recorded & mixed at Sony Music Studios Tokyo & Fairlife Studio
- Mastered by Don Bartley at Benchmark Mastering

| ハッピー・バースデイソング (Acoustic Version) - Drums：小田原豊 - Bass：美久月千晴 - Guitars：長田進,石成正人 - Piano：河内肇 - Accordion：福田裕彦 - Backing vocals：町支寛二 アジアの風 青空 祈り part-3 祈り (Instrumental Version) - Guitars：古川望 - Horn：西條貴人 瓶につめたラブレター (Remix Version) - Programming：水谷公生 永遠のワルツ (Instrumental Version) - Accordion：桑山哲也 - Violin：金原千恵子 |